# Kayseri Erciyesspor
Kayseri Erciyesspor – turecki klub piłkarski z siedzibą w mieście Kayseri, założony w 1966 roku, obecnie występujący w rozgrywkach drugiej ligi. Największym sukcesem zespołu jest dotarcie do finału Pucharu Turcji w 2007 roku.

## Reprezentanci kraju grający w klubie
- Erdinç Yavuz
- Mehmet Topuz
- Gökhan Ünal
- Zafer Özgültekin
- Emre Toraman
- Cenk İşler
- Orkun Uşak
- Kürsat Duymus
- Evren Turhan
- Khaled Fadhel
- Riadh Bouazizi
- Walentin Dartiłow
- Zdrawko Łazarow
- Miško Mirković
- Helman Mkhalele
- Lucien Mettomo
- Mamadou Seck
- Sergie Die
- Victor Agali
- Daouda Jabi
- Balázs Tóth
- Radomir Đalović
- Ali Aliev

## Europejskie puchary
Legenda do wszystkich tabel:
- Q – runda eliminacyjna, 1/16, 1/8, 1/4, 1/2 – odpowiednia faza rozgrywek, Grupa – runda grupowa, 1r gr – pierwsza runda grupowa, 2r gr – druga runda grupowa, F – finał, R – runda, PO – play-off
- k. – rzuty karne, los. – losowanie, Dogr. – dogrywka, w. – zasada bramek strzelonych na wyjeździe

| Sezon   | Rozgrywki   | Runda | Klub             | Dom | Wyjazd | Ogólnie |
| ------- | ----------- | ----- | ---------------- | --- | ------ | ------- |
| 2007/08 | Puchar UEFA | 2Q    | Maccabi Tel Awiw | 3–1 | 1–1    | 4–2     |
| 2007/08 | Puchar UEFA | 1R    | Atlético Madryt  | 0–5 | 0–4    | 0–9     |